# 伊万·什内普
伊万·什内普（羅馬尼亞語：Ioan Şnep，1966年7月12日—），罗马尼亚男子赛艇运动员。他曾代表罗马尼亚参加1988年和1992年夏季奥林匹克运动会赛艇比赛，其中1988年奥运会获得一枚银牌。